# Thomas Franke (Sänger)
Thomas Franke (* um 1970 in Ost-Berlin) ist ein deutscher Opernsänger (Bassbariton), Konzertsänger und Designer. 

## Leben

### Ausbildung und Oper
Franke, geboren und aufgewachsen in Ost-Berlin, war von 1977 bis 1982 Mitglied im Kinderchor der Staatsoper Berlin. Er absolvierte von 1989 bis 1993 ein Gesangsstudium an der Hochschule für Musik Carl Maria von Weber in Dresden, welches er mit Auszeichnung und einem Diplom abschloss. Er hatte Festengagements am Volkstheater Rostock (1992–1993), an der Komischen Oper Berlin (1993–1995), am Theater Lübeck (1995–2002) und am Theater Lüneburg (2002–2003).
Franke sang in seinen Festengagements zunächst zahlreiche kleinere und mittlere Partien (Nachtwächter in Die Meistersinger von Nürnberg, Graf von Ceprano in Rigoletto, Hermann in Hoffmanns Erzählungen; alle Lübeck); er übernahm auch Rollen in Operetten und Musicals. Wichtige Hauptrollen waren Basilio in Der Barbier von Sevilla (2002, Theater Lüneburg), Sprecher und Sarastro in Die Zauberflöte (2003, Junges Musiktheater Hamburg), Kaspar und Eremit in Der Freischütz (2003, Konzertante Oper Hamburg) und Leporello in Don Giovanni (2004, Musikfestspiele Seelze).
Seit 1998 hatte er Gastauftritte an der Hamburgischen Staatsoper, am Theater Bremen, am Staatstheater Oldenburg, bei der Opera Ireland in Dublin (2002, als Schmidt und Haushofmeister in Andrea Chénier), an der Neuköllner Oper in Berlin (2005), am Staatstheater Hannover (2005) und am Musiktheater im Revier in Gelsenkirchen (2006/2007; als Haly in Die Italienerin in Algier).
Er trat bei den Eutiner Festspielen (1997–1999), bei der Opernakademie Bad Orb (2003, als Lord Syndham in Zar und Zimmermann) und bei den Bad Hersfelder Festspielen (2004, als Basilio in Der Barbier von Sevilla) auf.
Weitere Verpflichtungen als Sänger hatte er bei freien Opernproduktionen in Hamburg, Berlin und New York City. Er sang in New York Rollen wie Papageno in Die Zauberflöte (2005, Vertical Player Repertory Brooklyn), Ramphis in Aida, Mephisto in Faust (beide 2006, Amato Opera New York City) und die Titelrolle in Don Giovanni (2008, Amadeus Opera, Long Island).

### Lied und Konzert
Franke trat insbesondere auch als Konzertsänger auf und spezialisierte sich auf den Bereich des Kunstliedes. Schwerpunkte seines Konzertrepertoires sind unter anderem die Lied-Zyklen von Franz Schubert. Schuberts Liedzyklus Die schöne Müllerin sang er unter anderem im Oktober 2006 beim Bad Kösener Musikherbst. Frankes Repertoire umfasst über 60 Rollen und Partien. Er hatte Konzertauftritte in Italien, Österreich, Luxemburg, Griechenland, Kanada und in Japan. 2002 war er Mitwirkender beim Festival d’Aix-en-Provence und beim Athen Festival. Franke wirkte bei mehreren Fernseh- und Rundfunkaufnahmen mit (u. a. ARTE und RTÉ music).
2004 gründete er die LIEDERGALERIE, eine Konzertreihe für klassisches Lied. In den Jahren 2004–2008 produzierte er über 400 Konzerte unter dem Label der LIEDERGALERIE, in den Städten Hamburg, Berlin, New York und Wien. Dabei bezog er verschiedene andere Kunstformen wie Schauspiel, Video und Malerei in seine Produktion mit ein. Sechs Jahre arbeitete er in Hamburg als Produzent, Art director und Screenwriter. 2004 übernahm Tom Franke die künstlerische Leitung der Konzerte im Jenisch Haus in Hamburg; 2005 übernahm er die Leitung einer Projektreihe am Hotel Baseler Hof in Hamburg. Bedeutendste und herausragendste Projekte waren u. a. die „Längste Winterreise aller Zeiten“; dabei wurde im Dezember 2007 Schuberts Lied-Zyklus 24-mal hintereinander von Franke an 24 verschiedenen Orten interpretiert. Weitere wichtige eigene Projekte Frankes sind die BARITONALE, ein Liedfestival ausschließlich für Baritonstimmen sowie die Bearbeitung von Schuberts Winterreise für 12 Baritone.

## Soziales Engagement
Seine individuellen Projekte erreichten starke Aufmerksamkeit bei Presse und Publikum. Der Hamburger Bürgermeister Ole von Beust die Hamburger Kultursenatorin Karin von Welck und der Minister für Arbeit und Soziales Olaf Scholz unterstützten seine Projekte mit Schirmherrschaften, Grußwörtern und Dankesschreiben. Sein letztes Hamburger Projekt, der BENEFIZADVENTSKALENDER, spielte mehr als 150.000 Euro für über 70 soziale Einrichtungen und Stiftungen ein. Alle Projekte wurden von Franke aus privaten Mitteln finanziert. Im Jahr 2009 war eine weitere Finanzierung aus privaten Mitteln unmöglich; Franke beendete seine künstlerische Arbeit in Hamburg und verließ vorübergehend Deutschland.

## Designer- und Regiearbeiten
Von 2009 bis 2011 lebte Franke in Kanada und den USA, wo er sich mit Film, Natur und Design beschäftigte. 2011 kehrte er nach Berlin zurück und schloss dort an der Technischen Kunsthochschule als Master of Art und Design ab. Franke ist spezialisiert auf Interactiondesign, Licht-Sound- und Motiondesign. Tom Franke arbeitet international freischaffend als Ideengeber, Sound- und Lichtdesigner sowie als Regisseur, Produzent und Supervisor für verschiedene Projekte in den Bereichen Musik, Kunst, Design und Bühne. Seine aktuellen Arbeiten sind stark auf Natur- und Umweltschutz ausgerichtet. 2012 entwarf Franke seine erste eigene Kollektion von Lightart-Objekten unter einem neuen Label Kingsdream. 2015 erfolgte eine Erweiterung des Labels für mediale Projekte unter Kingsdream production. 
Tom Franke lebt in Berlin-Mitte.